# PAFAH1B1
PAFAH1B1 (LIS1), (англ. Platelet-activating factor acetylhydrolase, isoform Ib, alpha subunit 45kDa — ацетилгидролаза тромбоцит-активирующего фактора, изоформа 1b, альфа субъединица 45kDa) — ген человека, кодирующий некаталитическую альфа-субъединицу внутриклеточной 1b-изоформы ацетилгидролазы тромбоцит-активирующего фактора. Эта гидролаза представляет собой гетеротримерный фермент, специфически катализирующий удаление ацетильной группы тромбоцит-активирующего фактора в позиции SN-2. Мутации, вызывающие повреждение или потерю гена, вызывают лиссенцефалию, ассоциированную с синдромом Миллера-Дикера. Существуют ещё две изоформы фермента: одна состоит из множества субъединиц, другая — из одной субъединицы; к тому же в сыворотке обнаружена ещё одна односоставная изоформа. В одном исследовании показано взаимодействие PAFAH1B1 с рилиновым рецептором VLDLR.